# Eplerenon
Eplerenon er en specifik aldosteronantagonist (modvirker effekten af hormonet aldosteron). Stoffet markedsføres under handelsnavnet Inspra.
Eplerenon anvendes til behandling af akut myokardieinfarkt og off-label til behandling af Conns syndrom. Stoffet har langt bedre bivirkningsprofil end Spironolacton, som bl.a. anvendes til samme indikationer.